# Cape Spear
Circonscription électorale fédérale du Canada
Cape Spear (anciennement St. John's-Sud—Mount Pearl) est une circonscription électorale fédérale canadienne dans la province de Terre-Neuve-et-Labrador. Elle comprend la portion sud de la ville de St. John's et ses alentours, dans le nord-est de la péninsule Avalon de l'île de Terre-Neuve.
Les circonscriptions limitrophes sont Avalon et St. John's-Est.

## Historique
La circonscription de St. John's-Sud a été créée en 2003, d'une partie de St. John's-Est et de St. John's-Ouest. Elle devint St. John's-Sud—Mount Pearl en 2004.
À la suite du découpage de la carte électorale de 2022, la circonscription est renommée Cape Spear.

## Députés
| Législature                                                | Années        | Député | Député         | Parti         |
| ---------------------------------------------------------- | ------------- | ------ | -------------- | ------------- |
| St. John's-Sud issue de St. John's-Est et St. John's-Ouest |               |        |                |               |
| 38e                                                        | 2004–2006     |        | Loyola Hearn   | Conservateur  |
| St. John's-Sud—Mount Pearl                                 |               |        |                |               |
| 39e                                                        | 2006–2008     |        | Loyola Hearn   | Conservateur  |
| 40e                                                        | 2008–2011     |        | Siobhán Coady  | Libéral       |
| 41e                                                        | 2011–2015     |        | Ryan Cleary    | Néo-démocrate |
| 42e                                                        | 2015–2019     |        | Seamus O'Regan | Libéral       |
| 43e                                                        | 2019–2021     |        | Seamus O'Regan | Libéral       |
| 44e                                                        | 2021–2025     |        | Seamus O'Regan | Libéral       |
| Cape Spear                                                 |               |        |                |               |
| 45e                                                        | 2025–en cours |        | Tom Osborne    | Libéral       |

## Résultats électoraux
|       | Candidat        | Parti        | # de voix | % des voix |
|       | Marek Krol      | Conservateur | +02 029,  | 4,53 %     |
|       | Seamus O'Regan  | Libéral      | +25 922,  | 57,89 %    |
|       | (X) Ryan Cleary | NPD          | +16 465,  | 36,77 %    |
|       | Jackson McLean  | Vert         | +00365,   | 0,82 %     |
| Total | Total           | Total        | 44 781    | 100 %      |

|       | Candidat               | Parti        | # de voix | % des voix |
|       | Loyola Sullivan        | Conservateur | +08 883,  | 22,79 %    |
|       | (x) Siobhán Coady (en) | Libéral      | +11 130,  | 28,55 %    |
|       | Ryan Cleary            | NPD          | +18 681,  | 47,92 %    |
|       | Rick Austin            | Vert         | +00291,   | 0,75 %     |
| Total | Total                  | Total        | 38 985    | 100 %      |

|       | Candidat                 | Parti                     | # de voix | % des voix |
|       | Merv Wiseman             | Conservateur              | +04 324,  | 12,56 %    |
|       | Siobhán Coady (en)       | Libéral                   | +14 920,  | 43,32 %    |
|       | Ryan Cleary              | NPD                       | +13 971,  | 40,57 %    |
|       | Ted Warren               | Vert                      | +00643,   | 1,87 %     |
|       | Greg Byrne               | Newfoundland and Labrador | +00402,   | 1,17 %     |
|       | Terry Christopher Butler | Indépendant               | +00179,   | 0,52 %     |
| Total | Total                    | Total                     | 34 439    | 100 %      |